# Pé Verhaegen
Pé Verhaegen (Tremelo, 20 febbraio 1902 – Lovanio, 5 aprile 1958) è stato un ciclista su strada e ciclocrossista belga Professionista dal 1926 al 1935, vinse una Parigi-Bruxelles, oltre a tre tappe al Tour de France.

## Carriera
Corridore della Genial Lucifer, dopo due buoni anni tra i dilettanti passò ai professionisti, dove si mise in luce al Tour de France, dove vinse complessivamente tre tappe ed ottenne un settimo posto nel 1927.
Dopo due anni senza successi, nel 1935 decise di ritirarsi.

## Palmarès
- 1927

3ª tappa Giro del Belgio
10ª tappa Tour de France
17ª tappa Tour de France
- 1928

4ª tappa Tour de France
2ª tappa Giro del Belgio
GP de Hesbaye
- 1929

Parigi-Bruxelles
- 1933

GP de Hesbaye

## Piazzamenti

### Grandi giri
- Tour de France

1927: 7°
1928: 16º

### Classiche monumento
- Giro delle Fiandre

1930: ritirato
1931: ritirato
- Parigi-Roubaix

1927: 57º
1930: 6º
1932: ritirato